# フォークロス
フォークロス（four-cross、4X）は、マウンテンバイク競技の一種。斜面に設置された起伏に富む人工コースを4人で同時にスタートし、障害物をクリアしながら着順を競う。スタートにはシグナルと連動したゲートが利用される。BMXレースに利用されるコースを使用するケースも多い。
一般的にコースの長さは数百m程度であり、また4人同時に走行するため目まぐるしく順位が入れ替わり、非常にエキサイティングな競技である。コースの長さが短いため、観客はスタートからゴールまで見通せる場合も多い。